# Ralph R. Eltse
Ralph Roscoe Eltse (ur. 13 września 1885 w Oskaloosa, zm. 18 marca 1971 w Berkeley) – amerykański polityk, członek Partii Republikańskiej.

## Działalność polityczna
W okresie od 4 marca 1933 do 3 stycznia 1935 przez jedną kadencję był przedstawicielem 7. okręgu wyborczego w stanie Kalifornia w Izbie Reprezentantów Stanów Zjednoczonych.